# День судебного пристава
День суде́бного при́става Росси́йской Федера́ции — профессиональный праздник судебных приставов, т. е. людей, выполняющих задачи по обеспечению установленного законами юридический лиц  порядка деятельности судов, а также по исполнению всех судебных актов и актов специально уполномоченных органов.
День судебного пристава РФ отмечается ежегодно 1 ноября начиная с 2009 года, в соответствии с Указом Президента Российской Федерации Д. Медведева от 8 сентября 2009 года № 1019 «Об установлении Дня судебного пристава».
Ранее, с 1997 по 2008 год, судебные приставы России отмечали свой профессиональный праздник неофициально, приурочив его к дате 6 ноября, являющейся днём вступления в силу Федерального закона от 21 июля 1997 года № 118-ФЗ «О судебных приставах» и Федерального закона от 21 июля 1997 года № 119-ФЗ «Об исполнительном производстве».
Цели и задачи праздника:
1. Признание труда судебных приставов: Праздник направлен на то, чтобы подчеркнуть значимость и важность работы судебных приставов в правовой системе страны. Они играют ключевую роль в обеспечении исполнения судебных актов и защитой прав граждан.
2. Повышение осведомленности: В этот день проводятся мероприятия, которые помогают гражданам узнать больше о работе судебных приставов и их функциях, а также о том, как взаимодействовать с ними.

## История судебных приставов России
Первое упоминание о судебных приставах на Руси встречается в документах времен Новгородской республики, существовавшей в 1136—1478 гг. В новгородской судной грамоте (которая дошла до наших дней не в оригинале, а в списке XV в.), в частности, говорится, что если кто «почнет хорониться от приставов, ино его казнить всим Великим Новымгородом».
В XVIII веке в Российской империи должность и функции судебного пристава были упразднены и перешли в ведение полиции. Этот опыт оказался неудачным — исполнение приговоров суда порой затягивалось на годы. 20 ноября 1864 года император Александр II утвердил ряд документов: «Учреждение судебных установлений», «Устав о наказаниях, налагаемых мировым судьей», «Устав уголовного производства», «Устав гражданского производства», которые по сути возродили институт судебных приставов России. Большевики, придя к власти, декретом Совета Народных Комиссаров № 1 от 24 ноября 1917 года, одновременно с ликвидацией прежней судебной системы распустившим все судебные и государственные органы Российской системы, упразднили и структуру судебных приставов. В советском государстве неисполнение судебных решений вело к немедленным карательным мерам, и потому деятельность приставов не была востребована. После перестройки и распада СССР в России снова возникла необходимость возродить институт судебных приставов. Возрождение службы судебных приставов относится к 1997 году, когда были приняты федеральные законы № 118-ФЗ «О судебных приставах» и № 119-ФЗ «Об исполнительном производстве» (оба — от 21 июля 1997 года), которые вступили в силу 6 ноября 1997 года. В настоящее время, в соответствии с Указами Президента Российской Федерации от 09 марта 2004 года № 314 «О системе и структуре федеральных органов исполнительной власти», от 13 октября 2004 года № 1313 «Вопросы Министерства юстиции Российской Федерации», от 13 октября 2004 года № 1316 «Вопросы Федеральной службы судебных приставов» судебные приставы являются работниками Федеральной службы судебных приставов (ФССП России).